# Adad-šuma-uṣur (Schreiber)
Adad-šuma-uṣur war ein neuassyrischer Schreiber und persönlicher ašipu der Könige Aššur-aḫḫe-iddina und Aššur-bāni-apli. Er ist vor allem aus den assyrischen Staatsarchiven bekannt, in welchen sich zahlreiche seiner Briefe und Memoranda zu medizinischen und astrologischen Themen fanden. Sein Sohn Urad-gula wurde ebenfalls zu einem bekannten assyrischen Gelehrten.